# Liss-Kallsjön
Liss-Kallsjön är en sjö i Malung-Sälens kommun i Dalarna och ingår i Dalälvens huvudavrinningsområde. Sjön har en area på 0,15 kvadratkilometer och ligger 504,1 meter över havet. Vid provfiske har abborre, gädda och mört fångats i sjön.

## Delavrinningsområde
Liss-Kallsjön ingår i det delavrinningsområde (676989-137525) som SMHI kallar för Mynnar i Rogsjön. Medelhöjden är 489 meter över havet och ytan är 16,9 kvadratkilometer. Räknas de 8 avrinningsområdena uppströms in blir den ackumulerade arean 87,72 kvadratkilometer. Ögan som avvattnar avrinningsområdet har biflödesordning 5, vilket innebär att vattnet flödar genom totalt 5 vattendrag innan det når havet efter 431 kilometer. Avrinningsområdet består mestadels av skog (48 procent) och sankmarker (50 procent). Avrinningsområdet har 0,15 kvadratkilometer vattenytor vilket ger det en sjöprocent på 0,9 procent.